# スヴャトスラフ・オリゴヴィチ (チェルニゴフ公)
スヴャトスラフ・オリゴヴィチ（ロシア語: Святослав Ольгович、? - 1164年）は、チェルニゴフ公オレグの子である。ノヴゴロド公：1136年 - 1138年、1139年 - 1141年、1142年 - 1144年。クルスク公：1138年 - 1139年。スタロドゥーブ公・ベルゴロド公：1141年 - 1146年。ノヴゴロド・セヴェルスキー公：1146年 - 1157年。トゥーロフ公：1149年 - 1151年。チェルニゴフ公：1157年 - 1164年。

## 生涯
スヴャトスラフは1136年の、フセヴォロドがノヴゴロド公位にあり、ポサードニクのコンスタンチン(ru)がそれを補佐していた時期にノヴゴロドへ到来した。その年のうちにノヴゴロドで暴動が起き、ノヴゴロド公フセヴォロドは、ノヴゴロド、プスコフ、ラドガの人々によって追放された。フセヴォロド追放後のノヴゴロド公にはスヴャトスラフが就いた。なお、このフセヴォロドの追放に対し、ソビエト連邦の歴史家・B.グレコフ(ru)は、著作の中で「12世紀のノヴゴロドの革命」と述べている。他の諸公国に比べ、ノヴゴロド公国は民会（ヴェーチェ）による政治体制が特筆されるが、この事件こそがノヴゴロド「共和国」の幕開けであるとみなされている。
『イオアキム年代記(ru)』を元にしたV.タチシチェフ(ru)の著述によれば、ノヴゴロド公となったスヴャトスラフは、ノヴゴロドのポサードニク・ペトリラの娘と結婚したという。しかしその際に、ノヴゴロド主教(ru)のニフォント(ru)はこの結婚を祝福しなかった。原因はスヴャトスラフとニフォントとの不和にあり、スヴャトスラフは聖ニコライ教会(ru)で、自前の僧の下で結婚式を挙げた。スヴャトスラフはニフォントとの和解のために、ウラジーミル1世による古い法規を復帰させて、主教が十分の一税の代わりに国庫から100グリヴナを得ること、いくつかの税と義務とを免除することを規定した。また、同年、前任の公フセヴォロドの支持者から命を狙われ、かろうじて逃れている。
1137年、ポサードニクのコンスタンチンがヴィシゴロドへ逃れていたフセヴォロドの元へ赴き、プスコフへ行くよう説得した。プスコフの人々はフセヴォロドをプスコフ公とすることを受け入れた。ノヴゴロドの人々もこれを承認した上、フセヴォロドに再びノヴゴロド公となるよう望む者が現れた。スヴャトスラフは自ら軍勢を率い、またポロヴェツ族と、クルスクにいた兄弟のグレプとを援軍に呼び寄せて、プスコフへと向かった。プスコフの人々は、同胞同士の流血の回避を要請したが、フセヴォロド自身が自刃を選んだ。これによって、おそらくノヴゴロド・プスコフの人々の流血は避けられた。
この当時、スヴャトスラフの父であるチェルニゴフ公オレグを祖とする一族は、キエフ大公ウラジーミル2世（ウラジーミル・モノマフ）を祖とする一族（なお、ノヴゴロド公フセフォロドはモノマフの孫にあたる。）と対立していた。スヴャトスラフを擁するノヴゴロドに対し、スーズダリ、スモレンスク、キエフ、ポロツク等の諸都市はノヴゴロドとの貿易を停止した。このためノヴゴロドの食品の価格が高騰し、ノヴゴロドの人々は、1138年にスヴャトスラフを追放し、スーズダリからロスチスラフ(ru)を公に招いた。スヴャトスラフ一行はキエフへ向かう途中でスモレンスクの人々に捕縛され、スヴャトスラフはスモレンスク の、その妻はノヴゴロドの修道院に留置された。
その後、モノマフ系のキエフ大公ヤロポルク2世と、スヴャトスラフの兄弟のフセヴォロドとの間に和平条約が成立し、スヴャトスラフはキエフへ送られた。フセヴォロドがキエフ大公（フセヴォロド2世）となると、スヴャトスラフはクルスクを受領し、さらにペレヤスラヴリをめぐってペレヤスラヴリ公アンドレイと戦ったが、スヴャトスラフ軍は敗れた。
1139年、ノヴゴロド公ロスチスラフは、ノヴゴロドを放棄して逃走せざるを得ない状況に陥っており、スヴャトスラフが再びノヴゴロド公位についた。しかし、それも長くは続かなかった。1141年にスヴャトスラフは兄のフセヴォロド2世によってキエフへ召し出された時に、ノヴゴロドの人々は、これを機に、フセヴォロド2世の子をノヴゴロド公にするよう請願した。スヴャトスラフはもう一度クルスク公となり、さらにチェルニゴフ公国の分領公国である、ノヴゴロド・セヴェルスキー公国を得た。後にフセヴォロド2世からベルゴロド公位も追贈されている。
1146年にフセヴォロド2世が死に、さらにその後を継いだイーゴリ2世（スヴャトスラフ、フセヴォロド2世の兄弟）もキエフの人々によって殺された。これらの政変にあわせ、従来のチェルニゴフ公国の公たちが、キエフ大公位を狙うイジャスラフ（後にイジャスラフ2世）と組み、ノヴゴロド・セヴェルスキー公国の相続権を主張したため、スヴャトスラフはノヴゴロド・セヴェルスキー公国を保持するために戦った。スヴャトスラフは、同じくキエフ大公位を狙い、イジャスラフと対立していたロストフ・スーズダリ公ユーリー（ユーリー・ドルゴルーキー）陣営に加わり、領土の保持に成功した。
1157年、キエフ大公となっていたユーリー・ドルゴルーキー（ユーリー1世）が死亡し、チェルニゴフ公イジャスラフがキエフ大公位に就いた（イジャスラフ3世）。これによって、スヴャトスラフはチェルニゴフ公となった。しかし1159年にイジャスラフ3世はキエフから追放された。イジャスラフ3世との闘争に勝利したムスチスラフとガーリチの人々が、モノマフ系（厳密にはモノマフの年少の子の系統）のロスチスラフをキエフ大公の座につけた（ロスチスラフ1世）。一方スヴャトスラフはイジャスラフにチェルニゴフを譲らず、チェルニゴフとキエフの統治者の地位をかけて、ポロヴェツ族と同盟を結んで戦いを始めた。スヴャトスラフの子のオレグと甥のスヴャトスラフもイジャスラフの側についたが、スヴャトスラフはチェルニゴフの防衛に成功した。その後、ロスチスラフ1世が息子のロマン（ロマンの妻はスヴャトスラフの娘）を通じて、イジャスラフにチェルニゴフを与えることを約束させた。スヴャトスラフはイジャスラフを呼び寄せ、またキエフ大公位の要求権を放棄し、ドニエプル川左岸に退いた。
スヴャトスラフは1164年に死亡した。チェルニゴフ公位は甥のスヴャトスラフが継承し、スヴャトスラフの子のオレグはノヴゴロド・セヴェルスキー公となった。その子孫はノヴゴロド・セヴェルスキー公国の分領公国を継承する、独占的権利を得ている。

## 妻子
スヴャトスラフの妻として、ノヴゴロドのポサードニク・ペトリラの娘と、ポロヴェツ族のハン・アエパの娘とが指摘されている。子には以下の人物がいる。
- オレグ - プチヴリ公、クルスク公、ノヴゴロド・セヴェルスキー公。
- 娘 - ドロゴブージ公ウラジーミルと結婚。
- 娘 - スモレンスク公ロマンと結婚。
- マリヤ - ブジスク公[注 2]ヤロポルクと結婚[3]。
- イーゴリ - ノヴゴロド・セヴェルスキー公、チェルニゴフ公。
- フセヴォロド - トルブチェフスク公、クルスク公。